# Bendejun
Bendejun (italienisch Bendigiuno) ist eine französische Gemeinde im Département Alpes-Maritimes in der Region Provence-Alpes-Côte d’Azur. Sie gehört zum Arrondissement Nizza und zum Kanton Contes. Die Bewohner nennen sich Bendejunois.

## Geographie
Die Gemeinde liegt 18 Kilometer nördlich von Nizza in den französischen Seealpen.
Die weiteren Nachbargemeinden sind Coaraze im Norden, Contes im Osten, Châteauneuf-Villevieille im Süden, Tourrette-Levens im Südwesten, Levens im Westen. 

## Geschichte
Bendejun entstand 1911 durch die Loslösung von Châteauneuf resp. der nachmaligen, südlich gelegenen Gemeinde Châteauneuf-Villevieille.

### Bevölkerungsentwicklung
| Jahr      | 1962 | 1968 | 1975 | 1982 | 1990 | 1999 | 2008 | 2012 |
| --------- | ---- | ---- | ---- | ---- | ---- | ---- | ---- | ---- |
| Einwohner | 267  | 360  | 396  | 600  | 763  | 843  | 917  | 949  |